# Andrea Bosic
Andrea Bosic (Maribor, 15 luglio 1919 – Bologna, 8 gennaio 2012) è stato un attore sloveno naturalizzato italiano.

## Biografia
Nato in Slovenia nel 1919, si trasferì a Roma dove frequentò i corsi di recitazione dell'Accademia Nazionale d'Arte Drammatica, ottenendo il diploma nel 1945 e iniziando subito a lavorare in teatro. Il debutto fu nella Compagnia di Anna Magnani con la commedia Maya, per la regia di Orazio Costa; successivamente lavorò con Vittorio Gassman, Paola Borboni e Giorgio Strehler presso il Piccolo Teatro di Milano. Fu molto attivo nei lavori televisivi della Rai dal 1956, sia in commedie che negli sceneggiati tipici del periodo; meno importante la sua presenza nella prosa radiofonica.
Nel cinema iniziò a recitare nel 1951, diretto da Baccio Bandini, nel film Amo un assassino, prima pellicola di una lunga serie di lavori, dove passò attraverso varie tipologie di tematiche tra l'avventuroso, il poliziesco, il peplum e il western (tra cui Uccidi o muori del 1966). Chiuse l'attività alla fine degli anni '80. Trascorse gli ultimi anni della sua vita a Bologna presso la Casa di Riposo per Artisti Drammatici Lyda Borelli, unica struttura in Italia riservata ad ex attori/attrici di teatro e di cinema.

## Filmografia

Andrea Bosic con Vittorio Gassman in una scena del film La cambiale (1959)

Andrea Bosic nel film Kriminal (1966)

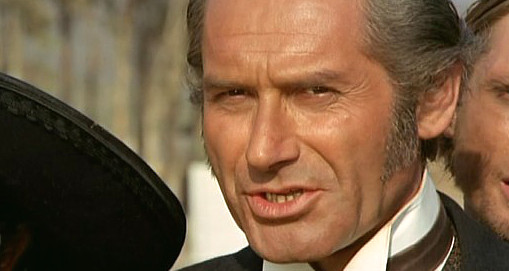
Andrea Bosic nel film Lo voglio morto (1968)

- Amo un assassino, regia di Baccio Bandini (1951)
- Ulisse, regia di Mario Camerini (1953)
- Due notti con Cleopatra, regia di Mario Mattoli (1953)
- La cambiale, regia di Camillo Mastrocinque (1959)
- Romolo e Remo, regia di Bruno Corbucci (1961)
- Rosmunda e Alboino, regia di Carlo Campogalliani (1961)
- La vendetta della maschera di ferro, regia di Francesco De Feo (1961)
- Maciste all'inferno, regia di Riccardo Freda (1962)
- Il processo di Verona, regia di Carlo Lizzani (1962)
- Il sangue e la sfida, regia di Nick Nostro (1962)
- Il tiranno di Siracusa, regia di Curtis Bernhardt (1962)
- Venere imperiale, regia di Jean Delannoy (1962)
- Il magnifico avventuriero, regia di Riccardo Freda (1963)
- Sandokan, la tigre di Mompracem, regia di Umberto Lenzi (1963)
- Romeo e Giulietta, regia di Riccardo Freda (1964)
- I pirati della Malesia, regia di Umberto Lenzi (1964)
- Il ponte dei sospiri, regia di Piero Pierotti (1964)
- Sandok, il Maciste della jungla, regia di Umberto Lenzi (1964)
- I tre sergenti del Bengala, regia di Umberto Lenzi (1964)
- Genoveffa di Brabante, regia di José Luis Monter (1964)
- Due mafiosi contro Goldginger, regia di Giorgio Simonelli (1965)
- Arizona Colt, regia di Michele Lupo (1966)
- Uccidi o muori, regia di Tanio Boccia (1966)
- Colpo maestro al servizio di Sua Maestà britannica, regia di Michele Lupo (1966)
- El Greco, regia di Luciano Salce (1966)
- Killer calibro 32, regia di Alfonso Brescia (1966)
- Kriminal, regia di Umberto Lenzi (1966)
- Per pochi dollari ancora, regia di Giorgio Ferroni (1966)
- Le spie uccidono in silenzio, regia di Mario Caiano (1966)
- Come rubare la corona d'Inghilterra, regia di Sergio Grieco (1967)
- Le due facce del dollaro, regia di Roberto Bianchi Montero (1967)
- Diabolik, regia di Mario Bava (1968)
- I giorni della violenza, regia di Alfonso Brescia (1967)
- I giorni dell'ira, regia di Tonino Valerii (1967)
- Il marchio di Kriminal, regia di Fernando Cerchio (1967)
- 15 forche per un assassino, regia di Nunzio Malasomma (1967)
- Troppo per vivere... poco per morire, regia di Michele Lupo (1967)
- Con lui cavalca la morte, regia di Giuseppe Vari (1967)
- Lo voglio morto, regia di Paolo Bianchini (1968)
- Rebus, regia di Nino Zanchin (1968)
- Il pistolero segnato da Dio, regia di Giorgio Ferroni (1968)
- L'urlo dei giganti, regia di Leon Klimowsky (1968)
- Le tigri di Mompracem, regia di Mario Sequi (1970)
- Testa t'ammazzo, croce... sei morto - Mi chiamano Alleluja, regia di Giuliano Carnimeo (1971)
- I lupi attaccano in branco, regia di Franco Cirino (1971)
- Fratello homo sorella bona, regia di Mario Sequi (1972)
- Siamo tutti in libertà provvisoria, regia di Manlio Scarpelli (1972)
- Amici più di prima, regia di Marino Girolami e Giovanni Grimaldi (1976)
- Signore e signori, buonanotte, regia di Ettore Scola (1976)
- Il grande attacco, regia di Umberto Lenzi (1978)
- Manhattan Baby, regia di Lucio Fulci (1982)
- 7, Hyden Park - La casa maledetta, regia di Alberto De Martino (1985)

## Teatro
- Maya di Simon Gantillon, regia di Orazio Costa, prima al Teatro Eliseo di Roma il 24 novembre 1945.
- Cristo ha ucciso di Gian Paolo Callegari, regia di Guido Salvini, prima al Teatro della Biennale di Venezia il 1º ottobre 1948.
- Amleto di William Shakespeare, regia di Vittorio Gassman, prima al Teatro Valle di Roma il 28 novembre 1952.
- Assassinio nella cattedrale, di T. S. Eliot, regia di Mario Ferrero, Verona, Chiostro di San Bernardino, 19 agosto 1955.

## Prosa televisiva Rai
- Assassinio nella cattedrale di T. S. Eliot, regia di Mario Ferrero, trasmessa il 19 agosto 1955.
- Amleto di William Shakespeare, regia di Vittorio Gassman, trasmessa il 1º novembre 1955.
- Le inchieste del commissario Maigret, regia di Mario Landi, episodio Non si uccidono i poveri diavoli, trasmesso in due puntate il 20 e 27 febbraio 1966.
- Sherlock Holmes - La valle della paura, regia di Guglielmo Morandi, miniserie TV, trasmessa dal 25 ottobre all'8 novembre (1968)
- I racconti di padre Brown, regia di Vittorio Cottafavi, episodio I tre strumenti di morte, trasmesso il 26 gennaio 1971.
- E le stelle stanno a guardare, regia di Anton Giulio Majano (1971)
- Il signore di Ballantrae, regia di Anton Giulio Majano (1979)
- Verso l'ora zero, regia di Stefano Roncoroni, trasmessa il 13 maggio 1980

## Doppiaggio
- Kay E. Kuter in Giochi stellari
- Moses Gunn in La storia infinita
- Michel Etcheverry in La via lattea
- Poldo Bendandi in L'indomabile Angelica
- Jacques Bodoin in Tre uomini in fuga

## Doppiatori italiani
- Renato Turi in I tre sergenti del Bengala, Killer calibro 32, Kriminal, I lupi attaccano in branco
- Mario Feliciani in Colpo maestro al servizio di Sua Maestà britannica, Per pochi dollari ancora, I giorni della violenza
- Bruno Persa in Le spie uccidono in silenzio, Troppo per vivere... poco per morire, Il pistolero segnato da Dio
- Sergio Graziani in Il magnifico avventuriero, Due mafiosi contro Goldginger
- Emilio Cigoli in Romeo e Giulietta, 15 forche per un assassino
- Giorgio Piazza in Con lui cavalca la morte, Il grande attacco
- Nando Gazzolo in Testa t'ammazzo, croce... sei morto - Mi chiamano Alleluja
- Pino Locchi in Sandokan, la tigre di Mompracem
- Giulio Panicali in I pirati della Malesia
- Carlo D'Angelo in Lo voglio morto
- Roberto Bertea in Sandok, il Maciste della jungla
- Manlio Busoni in Arizona Colt
- Michele Malaspina in Uccidi o muori
- Silvano Tranquilli in Il marchio di Kriminal
- Luciano De Ambrosis in Come rubare la corona d'Inghilterra